# John Eaton (Musiker, 1935)
John Eaton (* 30. März 1935 in Bryn Mawr, Pennsylvania; †  2. Dezember 2015 in Manhattan) war ein US-amerikanischer Komponist, der auch als Jazzpianist und Synthesizerspieler hervortrat. Er ist nicht mit dem gleichnamigen Jazzpianisten (* 1934) zu verwechseln.

## Leben
John Eaton studierte von 1953 bis 1959 an der Princeton University Komposition bei Milton Babbitt, Edward Cone, Earl Kim und Roger Sessions, Musikwissenschaft bei Arthur Mendel und Oliver Strunk und Klavier bei Erich Itor Kahn, Frank Sheridan, Eduard Steuermann und Louise Strunsky.
Von 1959 bis 1971 gab Eaton in Nord-  und Südamerika Konzerte und Vorlesungen im Auftrag der United States Information Agency (USIA). Daneben arbeitete er von 1953 bis 1971 auch als Jazzpianist und Interpret neuer Musik und spielte bereits in den 1960er Jahren Synthesizer. In dieser Eigenschaft wirkte er an Uraufführungen von Werken von Larry Austin, Leslie Bassett, Niccolò Castiglioni, Joel Chadabe, Donald Martino, Robert Moevs und William O. Smith mit. Gemeinsam mit Smith gründete er das American Jazz Ensemble, mit dem er in Europa und den USA tourte und Aufnahmen machte und den von Paul Ketoff entwickelten frühen Synthesizer Synket vorstellte. Smith interpretierte auch seine Concert Music for Solo Clarinet. Gemeinsam mit Robert Moog entwickelte er die Tastatur für die zeitgenössischen Synthesizer.
Eaton beschäftigte sich nicht nur mit elektronischer Musik, sondern schrieb mehr als 20 Opern, darunter Myshkin (1970), Danton and Robespierre (1978), The Cry of Clytaemnestra (1980) und The Tempest (1985).
1976 veröffentlichte er das Buch Involvement with Music: New Music since 1950.
Von 1971 bis 1991 war Eaton Professor für Musik an der Indiana University und künstlerischer Leiter des Center for Electronic and Computer Music. Danach war er bis zu seiner Emeritierung 2001 Professor an der University of Chicago.

## Bedeutung und Auszeichnungen
Eaton galt als einer der bedeutendsten zeitgenössischen Opernkomponisten der Vereinigten Staaten. Daneben befasste er sich intensiv mit elektroakustischer und mikrotonaler Musik. Für seine Kompositionen wurde er vielfach ausgezeichnet. So erhielt er zehnmal Preise der American Society of Composers, Authors and Publishers (ASCAP), 32 BMI-Awards, dreimal den Prix de Rome und zwei Guggenheim-Stipendien. 1990 war er MacArthur Fellow.

## Werke
- Song Cycle on Holy Sonnets of John Donne, 1956
- Variations für Klavier, 1957
- Ma Barker, Oper (Libretto: Arthur Gold), 1957–1958
- Tertullian Overture für Orchester, 1958
- String Quartet No. 1, 1958
- Sonata für Trompete und Klavier, 1959
- Encore Piece für Flöte und Klavier, 1959
- Three Epigrams für Klarinette und Klavier, 1960
- Concert Piece für Klarinette und Klavier, 1960
- Adagio and Allegro für Flöte, Oboe und Streichorchester, 1960
- Concert Music for Solo Clarinet, 1961
- Herakles, Oper (Libretto: Michael Fried nach Sophokles und Seneca), 1961–1964
- Theme and Variations für Flöte, 1964
- Songs for R.P.B. (Texte von Hart Crane, Richard Palmer Blackmur), 1964
- Microtonal Fantasy für zwei Klaviere, 1965
- Concert Piece No. 2 für Synthesizer, 1966
- Thoughts on Rilke, 1966
- Myshkin, Oper (Libretto: Patrick Creagh nach Fjodor Dostojewski), 1966–1971
- Soliloquy für Synthesizer, 1967
- Vibrations für Flöte, zwei Oboen und zwei Klarinetten, 1967
- Five Thoughts for Sunny für Trompete, 1967
- Blind Man's Cry (Text von Tristan Corbier), 1968
- Duet für Synthesizer, 1968
- Concert Piece für Synthesizer und großes Orchester, 1968
- Study for Viola and Two Tape Recorders, 1970
- Mass für Sopran, fünf gemischte Stimmen, Klarinette, Klavier, zwei Schlagzeuger und Digitalsystem, 1970, 1997
- Sonority Movement: In the Cave of the Sybil für Flöte und Harfen, 1971
- Piano Trio: In Memoriam Mario Cristini für Violine, Cello und Klavier, 1971
- The Three Graces, Theaterstück (Text von David Anderson) für zwei Soprane, Mezzosopran, Schauspieler und Synthesizer, 1972
- Ajax für Bariton und Instrumentalensemble, 1972
- The Lion and Androcles, Kinderoper (Libretto: Eugene Walter, David Anderson nach Aulus Gellius), 1973
- Guillen Songs (Text von Giorgi Guillen),1974
- Oro (Text von Matthias Bomhard), 1974
- Land of Lampedusa (Text von Marilyn Perry), 1974
- Lullaby for Estela (Text von Patrick Creagh), 1975
- Emily Dickinson Song, 1975
- Variants für Kontrabass, 1975
- Transformations für Synthesizer und Sinfonieorchester, 1975
- Duo für Sopran, gemischten Chor und Klavier, 1977
- Danton and Robespierre, Oper (Libretto: Patrick Creagh), 1978
- The Cry of Clytaemnestra, Oper (Libretto: Patrick Creagh nach Aeschylus), 1979–1980
- Symphony No. 2 für großes Orchester, 1981
- Burlesca für Tuba und Klavier, 1981
- A Greek Vision (Text von Angelos Sikelianos), 1981
- The Tempest, Oper (Libretto: Andrew Porter nach William Shakespeare),1983–1985
- Duo for Julian and Estela für Violine(n) und Cello, 1984
- Big Aerobics für Violine, 1985
- Remembering Rome Sinfonie für 22 oder mehr Streicher, 1986
- Ars Poetica (Liederzyklus nach William Butler Yeats), 1986
- Songs of Despair (Liederzyklus nach James Joyce), 1987
- A Little Love Song für Flöte und Klavier, 1987
- String Quartet No. 2, 1987
- Four Miniatures für Tenorsaxophon, 1987
- The Reverend Jim Jones, Oper (Libretto: James Reston Junior), 1988
- Fantasy Romance für Cello und Klavier, 1989
- Peer Gynt, Schauspielmusik zum Stück von Henrik Ibsen, 1990
- Overture for the Dedication of a House (Texte von Margarita Peña, Federico Campbell, Hernán Lavin Cerda, Héctor Valdés), 1990
- Two Plaudits for Ralph für Flöte, Oboe und Cello, 1991
- A Packet for Emile and Bill (Text von Emile Snyder), 1991
- Notes on Moonlight (Liederzyklus, Texte von Federico García Lorca, Wallace Stevens, Leopoldo Lugones, Charles Baudelaire, William Butler Yeats), 1991
- Trumpet Voluntary (Text von Geoffrey Chaucer), 1991
- Genesis... für Eaton-Moog Multiple-Touch-Sensitive Keyboard, 1992
- Let's Get This Show on the Road: an Alternative View of ‘Genesis’, Oper (Libretto: Eugene Walter), 1993
- Songs of Desperation and Comfort (Texte von John Donne, Patrick Creagh, William Shakespeare, Tristan Corbier), 1993
- Lettere (Text von Michaeli Ranchetti), 1994
- Salome's Flea Circus, Musik zum Theaterstück, für Klarinette und Klavier, 1994
- Don Quixote, Musik zum Theaterstück nach Miguel de Cervantes Saavedra 1994
- Golk, Oper (Libretto: Richard G. Stern), 1995
- Golk Sonatina für Oboe und Klavier, 1995
- Ad Luciam Beatricem, 1995;
- 3 Designs for Solo Clarinet, 1996
- Travelling with Gulliver, Musik zum Theaterstück von Estela Eaton (nach Jonathan Swift), 1997
- El Divino Narciso, Kantate (Text von Nelda Nelson nach Schwester Juana Inés de la Cruz), 1998
- Sor Juana Songs, 1998
- Tocotín (Text von Schwester Juana Inés de la Cruz), 1998
- Sor Juana's Dreams, 1999
- Elegy for Jane (Text von Theodore Roethke), 1999
- Antigone, Oper (Libretto: Nicholas Rudall nach Sophokles), 1999
- Youth, dramatische Opern-Kantate (Libretto: Estela Eaton), 2000
- Footnotes für zwei Bassklarinetten, 2000
- ...inasmuch, Oper (Libretto: Estela Eaton nach Eugene Walter), 2002
- Dirge without Music (Text von Edna St. Vincent Millay), 2002
- Vespers für zwei Soprane, Mezzosopran, Tenor, Bariton, Bass und Instrumentalensemble, 2002
- Threnody for Paisan, 2003
- String Quartet No. 3, 2003
- King Lear, Oper (Libretto: Laura Bates nach William Shakespeare), 2003–04